# Nadeem-Shravan
Nadeem-Shravan (Nadeem Saifi i Shravan Rathod) to duet indyjskich kompozytorów muzyki do filmów bollywoodzkich.

## Muzyka do filmów
1. Dangal
2. Maine Jeena Seekh Liya
3. Solah Sattra
4. Lashkar
5. Cheekh
6. Baap Numbari Beta Dus Numbari
7. Hisaab Khoon Ka
8. Jigarwala
9. Ilaaka
10. Aashiqui
11. Jaan Ki Kasam
12. Apmaan Ki Aag
13. Dil Hai Ki Manta Nahin
14. Saajan
15. Aap Ki Yaadein
16. Phool Aur Kaante
17. Jaan Tere Naam
18. Lal Paree
19. Sadak
20. Pyaar Ka Saaya
21. Dil Ka Kya Kasoor
22. Saathi
23. Deewana
24. Junoon
25. Dilwale Kabhi Na Haare
26. Pyaar Pyaar
27. Panaah
28. Sapne Saajan Ke
29. Paayal
30. Kal Ki Awaaz
31. Bekhudi
32. Anaam
33. Balma
34. Hum Hai Rahi Pyaar Ke
35. Daamini
36. Rang
37. Kaise Kaise Rishte
38. Dhartiputra
39. Yeh Waqt Humara Hai
40. Salaami
41. Sainik
42. Shreeman Aashiq
43. Sangraam
44. Tadipaar
45. Krishan Avtaar
46. Dilwale
47. Dil Tera Aashiq
48. Saajan Ka Ghar
49. Shandar
50. Aatish
51. Aadmi Khilona Hai
52. Aandolan
53. Anokha Andaaz
54. Choti Bahu
55. Divyashakti
56. Ekka Raja Rani
57. Gaddar
58. Kranti Kshetra
59. Majdhaar
60. Sayesha
61. Saajan Ki Bahon Mein
62. Stuntman
63. Teri Mohabbat Mein
64. Raja
65. Szalona miłość
66. Barsaat
67. Saajan Chale Sasural
68. Agnisakhi
69. Himmatvar
70. Jung
71. Jeet
72. Sajni
73. Raja Hindustani
74. Judaai
75. Sambandh
76. Mohabbat
77. Obca ziemia
78. Naseeb
79. Hi Ajnabi
80. Saat Rang Ke Sapne
81. Maharaja
82. Aa Ab Laut Chalen
83. Sirf Tum
84. Dhadkan
85. Kasoor
86. Ek Rishtaa
87. Hum Ho Gaye Aap Ke
88. Yeh Dil Aashiqana
89. Raaz
90. Ansh
91. Haan Maine Bhi Pyar Kiya
92. Hum Tumhare Sanam (2 Songs)
93. Tumse Achcha Kaun Hai
94. Dil Hai Tumhaara
95. Jeena Sirf Merre Liye
96. Dil Ka Rishta
97. Indian Babu
98. Yeh Dil
99. Andaaz
100. Qayamat
101. Hungama
102. Footpath
103. Zinda Dil
104. Raja Bhaiya
105. Sheen
106. Tumsa Nahin Dekha
107. Hatya – the murder
108. Gumnaam
109. Bewafaa
110. Mere Jeevan Saathi
111. Deszcz
112. Dosti